# Sibirskite
La sibirskite è un minerale.